# Fenaksita
La fenaksita és un mineral de la classe dels silicats, que pertany al grup de la litidionita. Rep el nom per la seva composició (Fe, Na, K, Si).

## Característiques
La fenaksita és un silicat de fórmula química (K,Na)₄(Fe,Mn)₂(Si₄O10)₂(OH,F). Cristal·litza en el sistema triclínic. La seva duresa a l'escala de Mohs es troba entre 5 i 5,5.
Segons la classificació de Nickel-Strunz, la fenaksita pertany a «09.DG - Inosilicats amb 3 cadenes senzilles i múltiples periòdiques» juntament amb els següents minerals: bustamita, ferrobustamita, pectolita, serandita, wol·lastonita, wol·lastonita-1A, cascandita, plombierita, clinotobermorita, riversideïta, tobermorita, foshagita, jennita, paraumbita, umbita, sørensenita, xonotlita, hil·lebrandita, zorita, chivruaïta, haineaultita, epididimita, eudidimita, elpidita, litidionita, manaksita, tinaksita, tokkoïta, senkevichita, canasita, fluorcanasita, miserita, frankamenita, charoïta, yuksporita i eveslogita.

## Formació i jaciments
Va ser descoberta a l'esvoranc Material'naya del mont Iukspor, dins el massís de Khibini (óblast de Múrmansk, Rússia). També ha estat descrita en altres muntanyes del massís de Khibini, sent aquest l'únic indret de tot el planeta on ha estat descrita aquesta espècie mineral.